# Condado de Lee (Florida)
El condado de Lee es un condado ubicado en el estado de Florida de los Estados Unidos. En el condado se encuentra la zona metropolitanta de Cape Coral-Fort Myers, y es el condado más poblado del sudoeste de Florida y uno de los de mayor crecimiento de población de los Estados Unidos.
Su sede está en Fort Myers, y su más grande ciudad es Cape Coral.

## Historia
El condado de Lee fue creado en 1887 al dividirse el condado de Monroe.  Su nombre es el de Robert E. Lee, general que combatió durante la guerra de Secesión.
En agosto de 2004 el condado sufrió el paso del huracán Charley, especialmente en las islas al noroeste de la Isla Cautiva, Boca Grande (Florida) y Cautiva Norte.

## Demografía
Según el censo de 2000, el condado cuenta con  440 888 habitantes, 188 599 hogares y 127 681 familias residentes.  La densidad de población es de 212 hab/km² (549 hab/mi²).  Hay 245 405 unidades habitacionales con una densidad promedio de 118 u.a./km² (305 u.a./mi²).  La composición racial de la población del condado es 87,69% Blanca, 6,59% Afroamericana o Negra, 0,28% Nativa americana, 0,77% Asiática, 0,05% De las islas del Pacífico, 3,07% de Otros orígenes y 1,55% de dos o más razas.  El 9,54% de la población es de origen hispano o latinoamericano, cualquiera sea su raza de origen.
De los 188 599 hogares, en el 22,40% de ellos viven menores de edad, 55,50% están formados por  parejas casadas que viven juntas, 8,70% son llevados por una mujer sin esposo presente y 32,30% no son familias. El 25,80% de todos los hogares están formados por una sola persona y 13,10% de ellos incluyen a una persona de más de 65 años.  El promedio de habitantes por hogar es de 2,31 y el tamaño promedio de las familias es de 2,73 personas.
El 19,60% de la población del condado tiene menos de 18 años, el 6,20% tiene entre 18 y 24 años, el 24,00% tiene entre 25 y 44 años, el 24,80% tiene entre 45 y 64 años  y el 25,40% tiene más de 65 años de edad. La mediana de la edad es de 45 años.  Por cada 100 mujeres hay 95,60 hombres y por cada 100 mujeres de más de 18 años hay 93,10 hombres.
La renta media de un hogar del condado es de $40 319, y la renta media de una familia es de $46 430. Los hombres ganan en promedio $31 247 contra $24 380 para las mujeres. La renta per cápita en el condado es de $24 542. 9,70% de la población y 6,70% de las familias tienen entradas por debajo del nivel de pobreza. De la población total bajo el nivel de pobreza, el 15,20% son menores de 18 y el 5,60% son mayores de 65 años.

## Transporte

### Aeropuertos
- Aeropuerto Internacional del sudoeste de Florida, ubicado en Fort Myers Sur, tiene un tráfico de 7 millones de pasajeros por año.

- Aeropuerto Page, también en Fort Myers Sur, al sur de los límites de la municipalidad de Fort Myers.

### Puertos
Hay un pequeño puerto en Boca Grande, utilizado para la distribución de combustible.
Hay una línea de barcos de pasajeros entre Fort Myers Beach y Key West.

## Medios de comunicación

### Periódicos
- El principal periódico del condado de Lee es el Fort Myers News-Press (Página web), con un tiraje de 112 000 ejemplares.

- El periódico Fort Myers Florida Weekly (Página web)

- El Naples Daily News (Página web) tiene y tiraje de 56 981 ejemplares y una edición para Bonita Springs llamada "Bonita Daily News".

## Equipos deportivos profesionales
Club
Sport
League
Venue

Florida Everblades
Hockey
East Coast Hockey League
Germain Arena, Isla Estero
Florida Firecats
  Fútbol estadounidense de salón
  Arena Football-2
Germain Arena, Isla Estero
Florida Flame
Baloncesto
NBA Development League
Germain Arena, Isla Estero
Fort Myers Miracle
Béisbol (ligas menores)
  Florida State League
Hammond Stadium, South Fort Myers
Boston Red Sox (Entrenamiento de primavera)
  Béisbol (Grandes ligas)
  American League
Ciudad de Palms Park, Fort Myers
Minnesota Twins (Entrenamiento de primavera)
  Béisbol (Grandes ligas)
  American League
Hammond Stadium, South Fort Myers

## Ciudades y pueblos

### Municipalidades
(Población según estimados del último censo.)
- Bonita Springs (35 850 hab.)
- Cape Coral (127 985 hab.)
- Fort Myers (52 901 hab.)
- Fort Myers Beach (en la isla Estero) (6780 hab.)
- Sanibel (en la Isla Sanibel) (6102 hab.)

### No incorporadas
(Población según estimados del último censo.)
- Alva (2182 hab.)
- Bokeelia (en Pine Island) (1997 hab.)
- Buckingham (3742 hab.)
- Burnt Store Marina (1271 hab.)
- Captiva (en Captiva Island) (379 hab.)
- Charleston Park (411 hab.)
- Cypress Lake (12 072 hab.)
- East Dunbar (1935)
- Estero (9503 hab.)
- Fort Myers Shores (5793 hab.)
- Gateway (2943 hab.)
- Harlem Heights (1065 hab.)
- Iona (11 756 hab.)
- Lehigh Acres (33 430 hab.)
- Lochmoor Waterway Estates (3858 hab.)
- Matlacha (en Matlacha Island) (735 hab.)
- Matlacha Isles-Matlacha Shores (304 hab.)
- McGregor (7136 hab.)
- North Fort Myers (40 214 hab.)
- Olga (1398 hab.)
- Page Park (524 hab.)
- Palmona Park (1353 hab.)
- Pine Island Center (on Pine Island) (6984 hab.)
- Pine Manor (3785 hab.)
- Pineland (en Pine Island) (444 hab.)
- Punta Rassa (1731 hab.)
- San Carlos Park (16 317 hab.)
- South Fort Myers (49 912 hab.) (not a Census-Designated Place; see linked article for further detail)
- St. James City (en Pine Island) (4105 hab.)
- Suncoast Estates (4867 hab.)
- Three Oaks (2255 hab.)
- Tice (4538 hab.)
- Villas (11 346 hab.)
- Whiskey Creek (4806 hab.)

## Islas
- Isla Big Hickory
- Cabbage Cay
- Isla Cautiva
- Cayo Costa
- Isla Estero (Pueblo de Fort Myers Beach)
- Isla Gasparilla (comunidad de Boca Grande)
- Isla Little Hickory
- Isal Matlacha
- Isla Cautiva norte
- Isla de Pinos
- Isla Sanibel (Pueblo de Sanibel)
- Isla Useppa

### Administración local
- Junta de comisionados del Condado de Lee Archivado el 9 de noviembre de 2008 en Wayback Machine.
- Supervisión de elecciones del Condado de Lee
- Registro de propiedad del Condado de Lee
- Oficina del alguacil del Condado de Lee

- Datos: Q494616
- Multimedia: Lee County, Florida / Q494616